# Bernard Connor

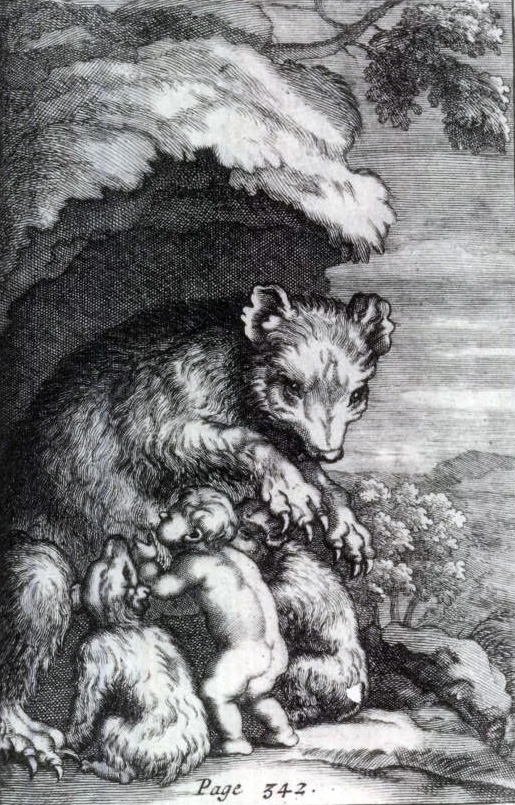
Història de Polònia

Bernard Connor o O'Connor MD (c. 1666–1698) va ser un metge i historiador irlandès.
Va ser un metge, anatomista i químic distingit.

## Biografia
Connor va néixer al comtat de Kerry cap a l'any 1666, i va ser instruït per tutors privats. Amb la intenció d'adoptar la professió mèdica va marxar a França cap a l'any 1686, i va estudiar a les universitats de Montpelier i París, però va obtenir el títol de doctor a Reims el 18 de setembre de 1691.
Quan els dos fills de Jan Wielopolski de Polònia estaven a punt de tornar al seu propi país, es va acordar que els acompanyés Connor. Els va portar a Venècia, Pàdua i a través del Tirol, Baviera i Àustria, fins a Viena. Després d'una estada a la cort de Leopold I, emperador del Sacre Germànic, va passar per Moràvia i Silèsia fins a Cracòvia i Varsòvia. Va ser nomenat metge a la cort de Joan III Sobieski ; la seva reputació va augmentar pel seu diagnòstic correcte que Katarzyna Radziwiłłowa, la germana del rei, no patia de febre com sostenien altres metges, sinó d'un abscés al fetge.
El 1694 Connor va ser designat per assistir a l'única filla del rei de Polònia, la princesa Teresa Kunegunda Sobieska, que havia de viatjar de Varsòvia a Brussel·les per casar-se amb Maximilià II Emanuel, elector de Baviera. Van partir l'11 de novembre de 1694 i van arribar a Brussel·les el 12 de gener de 1695. Connor va anar al febrer a Londres i es va establir a Bow Street, Covent Garden. Va visitar Oxford, on va donar conferències sobre els descobriments de Marcello Malpighi, Lorenzo Bellini, Francesco Redi i altres que havia conegut. Va tornar l'estiu de 1695 a Londres, on l'hivern següent va donar un altre curs de conferències. El 27 de novembre de 1695 va ser elegit membre de la Royal Society ; el 6 d'abril de 1696 va ser admès com a llicència del College of Physicians de Londres, i aquell any va donar classes a Cambridge.
Connor va sucumbir a una febre, de la qual va morir l'octubre de 1698. Va ser enterrat a St. Giles's-in-the-Fields el dia 30, quan el seu sermó fúnebre va ser predicat per William Hayley, DD Hayley, que considerava Connor com un membre de l'Església d'Anglaterra, el va assistir en la seva última malaltia i va donar ell el sagrament; però un sacerdot catòlic també va visitar el moribund i li va donar l'absolució.

## Obres

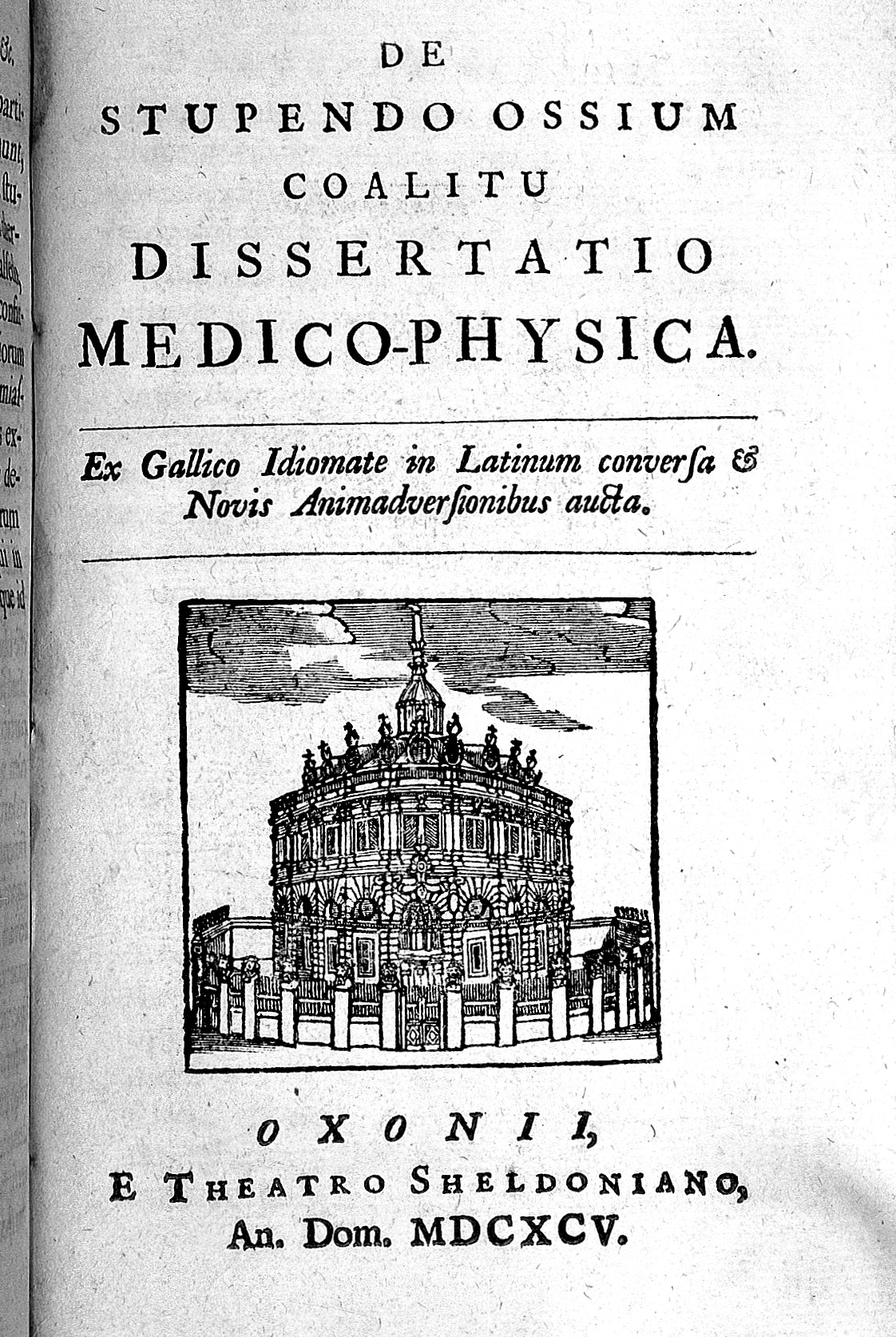
Ossium De Stupendo

L'any 1695 Connor va publicar Dissertationes Medico-Physicæ. De Antris Lethiferis. De Montis Vesuvii Incendio. De Stupendo Ossium Coalitu. Sarcomat de De Immani Hypogastrii Oxford, 1695. Aquests tractats es van imprimir per separat amb títols diferents, a la pàgina de capçalera.
L'elecció d'un successor del rei Jon Sobieski va motivar La història de Polònia de Connor: The History of Poland, in several letters to persons of quality, giving an account of the ancient and present state of that kingdom, 2 vols. Londres, 1698. Va ser assistit per John Savage, que va escriure gairebé la totalitat del segon volum. A partir d'ell el relat de Polònia de John Harris, Collection of Travels, vol. ii. (1748), en va derivar majoritàriament.
El 1697 Connor va publicar: Evangelium Medici; seu medicina mystica de suspensis naturæ legibus, sive de miraculis; reliquisque en tois bibliois memoratis, quæ medicæ indagini subjici possunt, Londres, (dues edicions el mateix any), reimprès a Amsterdam el 1699. En aquesta obra va intentar demostrar que les cures miraculoses realitzades per Jesucrist i els seus apòstols es poden explicar en principis naturals. La seva aparició va fer sensació i l'ortodòxia religiosa de Connor es va tornar sospitosa.
Altres obres van ser:
- Lettre écrite à Monsieur le Chevalier Guillaume de Waldegrave, premier medecin de sa Majesté Britannique. Contenant une Dissertation Physique sur la continuité de plusieurs os, à l'occasion d'une fabrique surprenante d'un tronc de Squelette humain, ou les vertebres, les côtes, l'os Sacrum, & les os des Iles, qui naturellement sont distincts & separez, ne font qu'un seul os continu & inseparable, París, 1691. Descriu l'espondilitis anquilosant en un esquelet.
- Zωοθανάσιον θαυμαστόν, el seu Mirabilis Viventium Interitus a Charonea Neapolitana Crypta. Dissertatio Physica Romæ in Academia ill. D. Ciampini proposita, Colònia, 1694.

## Atribució
Aquest article incorpora text d'una publicació que es troba actualment al domini públic:  «Connor, Bernard». A: Leslie Stephen. Dictionary of National Biography. 12.  Londres: Smith, Elder & Co, 1887. 